# 台北カフェ・ストーリー
『台北カフェ・ストーリー』（たいぺいかふぇすとーりー、原題：第36個故事、英語題：Taipei Exchanges）は、2010年に制作された台湾映画。

## ストーリー
夢をかなえるためにOLを辞めたドゥアル（グイ・ルンメイ）が、念願のカフェを妹のチャンアル（リン・チェンシー）と台北でオープンする。しかしやっと開店したもののお客が入らない。そこでチャンアルがカフェで物々交換を始めるアイデアを思いつく。やがて物々交換はドゥアル・カフェの一番の魅力となり、それがきっかけで出会った人たちが心を通わせていく。
ある日、店に1人の男性（チャン・ハン）が来て、世界35都市で集めたという35個の石鹸を何か特別なものと交換したいという。カフェに来るたびに語られるそれらの石鹸の物語にドゥアルの心は魅せられていく。そして物々交換をきっかけに姉妹の価値観が変わっていく……。

## キャスト
- ドゥアル：グイ・ルンメイ（桂綸鎂）
- チャンアル：リン・チェンシー（林辰唏）
- チャン・ハン（張翰）
- 中孝介（特別出演）

## スタッフ
- 監督・脚本：シアオ・ヤーチュアン（蕭雅全）
- 製作総指揮：ホウ・シャオシェン（侯孝賢）
- プロデューサー：シアオ・ルイラン
- 撮影監督：リン・ジェチアン
- 美術：リー・トゥンカン
- 編集：タオ・チューチュン
- 録音：トゥー・ドゥーチ（杜篤之）
- 音楽：サマー・レイ（雷光夏）、ホウ・ジージエン